# 아카이나미다/Beehive
《붉은 눈물/Beehive》는 가와다 마미의 3번째 싱글을 말한다.

## 개요
- 가와다 마미는 이 음악으로 처음으로 삽입곡을 담당했다.
- 양A면 싱글이다.
- 초회한정판에는 〈Beehive〉의 PV가 수록된 DVD가 동봉.
- 2곡 둘다 앨범 《SAVIA》에 수록되어 있으며 〈Beehive〉는 편곡 된 후 수록.
- 영상 중에서도 〈붉은 눈물〉이 흐르는 장면이 있으며 그 장면으로 사용하고 있다.

## 수록 곡
1. 赤い涙
작사 : 가와다 마미/작곡・편곡：나카하라 도모유키
  - 영화 〈극장판　작안의 샤나〉삽입곡

1. Beehive
작사 : 가와다 마미/작곡 : 나카하라 도모유키/편곡 : 나카하라 도모유키, 오자키 다케시
2. 赤い涙 (Instrumental)
3. Beehive (Instrumental)